# 사격

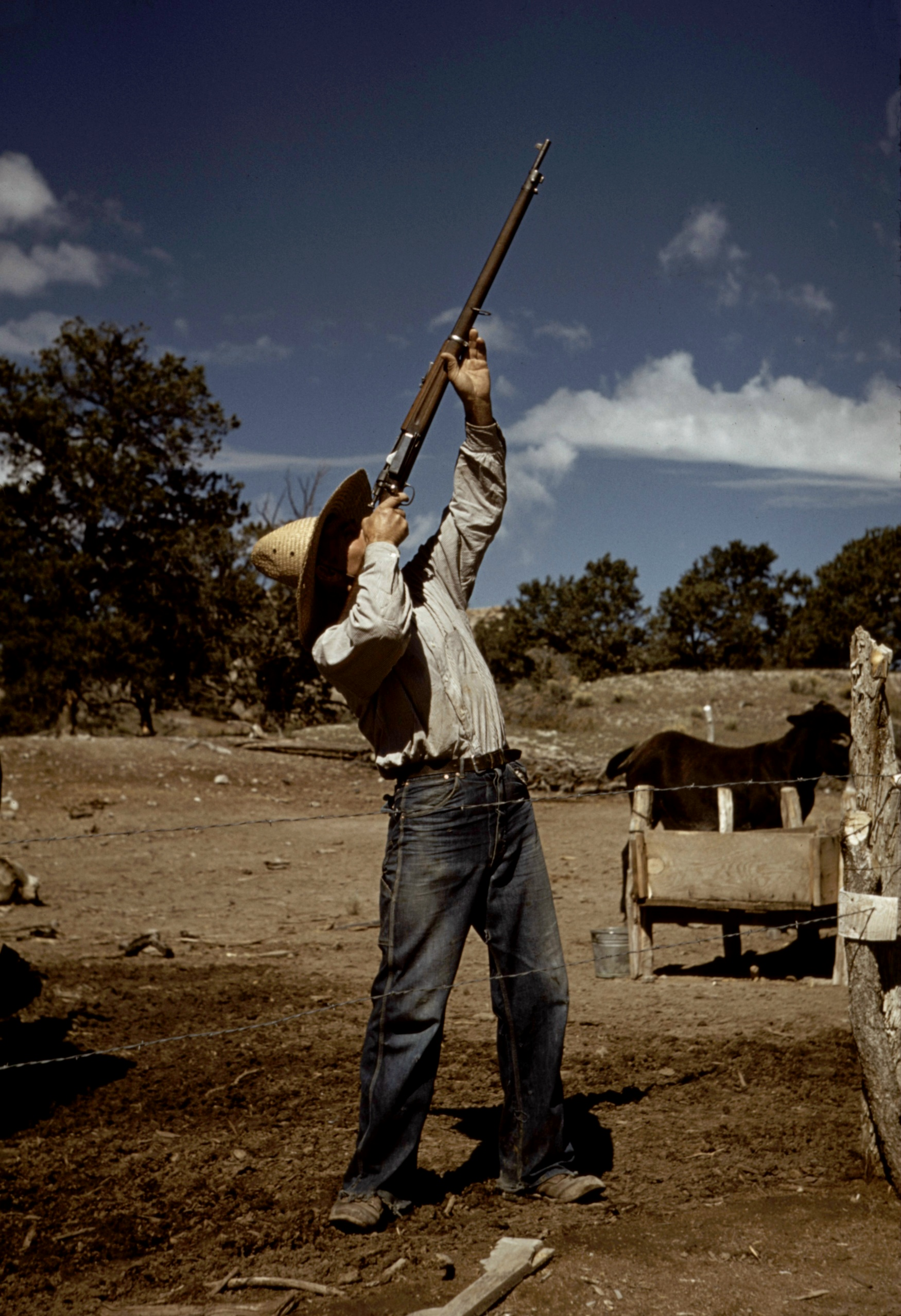
소총으로 사격을 하고 있는 남자

사격(射擊, 영어: shooting, firing)은 사출무기를 다루는 기술로서, 화살, 탄환 따위의 사출물을 목표물에 정확히 명중시키는 기술이다. 원래는 전쟁을 위한 군사적 목적의 기술이라는 성격이 강했으나 점차로 스포츠화 하여, 오늘날에 있어서는 그 군사적 의미가 사라진 것은 아니나, 스포츠의 하나로서도 그 위치를 가지고 있다고 할 수 있다. 총을 이용한 공격은 총격으로 부른다.

## 사전적 의미
사격의 사전적 의미는 반드시 총포에 한정하지 않는다. 다시 말해 활이나 투석기 등의 화기가 발명되기 이전에도 사격은 존재했다고 할 수 있다.

## 화약 이전의 사격
화약의 발명으로 인한 화기가 등장하기 이전에도, '무언가를 던져 먼 곳의 목표물을 맞힌다'는 행위는 존재했다. 돌을 던져 사냥을 하기도 했으며, 활이 발명된 이후에는 화살로 먼 곳의 목표물을 쏘아 맞히기도 했다. 오늘날에도 유럽 지역에서는 스포츠로서의 사격을 말하면 활을 사용하는 것까지 포함하기도 한다.

## 화약의 발명과 사격
화약의 등장과 그에 따른 포의 발명으로, 오늘날과 같이 화기를 다루는 기술로서의 사격술이 등장하게 되었다고 할 수 있다. 초기의 포는 크기가 비교적 컸지만, 점차로 소형의 것이 만들어져 수포를 거쳐 소총, 권총이 등장하게 되었다. 화기의 형태가 달라지면서 사격술의 형태도 당연히 달라졌고, 소형화된 총기의 등장은 포를 다루는 '포술'이 아닌, 현대적인 사격술의 형태를 만들어냈다.

## 소화기의 사격
소총이나 권총과 같은 소화기의 사격은 보통 사람의 눈을 통해 이루어진다. 가늠자와 가늠쇠를 일치시켜 조준선을 정렬하고 그 조준선을 목표물 위에 일치시킨다. 그러나 총탄의 탄도는 직선을 그리지 않으므로, 목표물과 사수의 거리가 멀어질수록 조준점의 수정이 필요해지고, 따라서 저격수 등의 경우 계산기 등의 도움을 받기도 한다. 빠른 조준이나 정밀한 원거리 조준을 위해 광학식 조준기를 화기에 장착하여 사용하기도 한다. 또한, 야간 사격을 위해서 적외선을 이용하는 야시경을 총에 장착하기도 한다.

## 중화기의 사격
기관총과 같은 중화기의 경우 다수의 적을 한꺼번에 무력화시키거나 아군이 이동할 때 탄막을 형성하여 보호하는 등 사용상에서는 정밀 조준을 요하지 않는다. 그러므로 소화기처럼 정밀하게 조준하지 않고, 대략의 탄착점을 형성한 후 짧은 시간에 그 위치에 매우 많은 탄환을 발사하는 식으로 정밀 조준이 되지 않는 단점을 보완한다.

## 곡사화기의 사격
먼 사정거리를 가지는 포의 경우 탄도는 포물선을 그리게 되며, 목표물 자체도 시야가 미치지 않는 먼 곳에 있다. 따라서 소화기와 같은 방법으로 사격할 수는 없고, 각종 관측장비의 도움을 필요로 하게 된다. 과거에는 수동식의 광학 장비를 이용해 목표물의 위치와 거리를 측정하고, 수작업이나 혹은 단순한 기계식 장치로 탄도를 계산했지만, 현대에 와서는 인공위성이나 항공기의 도움을 얻어 목표물을 관측하고 컴퓨터를 이용해 탄도를 계산하여 발사하게 되었다.

## 사격의 과정
총기를 사용하는 상황에 따라 다소 달라질 수는 있으나 권총, 소총과 같은 소화기의 사격은 대체로 다음과 같은 과정을 거친다고 할 수 있다.

### 권총
총기가 휴대 혹은 거치되어 있는 상태에서 사수가 총을 사용할 수 있도록 들어 올리는 행위이다. 총의 가늠자와 가늠쇠로 이루어지는 조준선이 시선과 일치할 수 있는 위치(높이)까지 들어올린다.

### 조준
탄환이 목표물을 향해 날아갈 수 있도록 총구의 방향을 결정하는 것이다. 가늠자와 가늠쇠를 일치시켜 총신의 방향을 정렬하고, 그것을 표적의 방향에 일치시키는데 이것을 조준선 정렬이라고 한다. 조준선이 제대로 정렬하지 않으면, 사수가 보는 총구의 방향과 다른 위치에 탄착이 형성되게 된다. 정밀한 조준을 위해, 조준에서 격발까지의 순간에 사수는 대체로 호흡을 잠시 멈추게 된다.

### 격발
방아쇠를 당기는 동작이다. 방아쇠를 당기는 근육의 움직임이 조준선 정렬에 영향을 미치지 않도록 최소압력으로 방아쇠를 당길 필요가 있다.

### 추적 및 예언
추적은 격발한 직후에도 조준 상태를 그대로 유지해주는 것이다. 실질적으로 아주 짧기는 하지만 탄환이 총신을 빠져나가는 데는 시간이 소요되고, 방아쇠를 당기자 마자 몸을 움직이게 되면 총신을 움직여 탄환의 비행 방향에 영향을 미칠 수 있다는 데에 추적의 의미가 있다. 한편 예언은 격발 직후 조준선의 변화를 보고 탄착의 위치를 예측하는 것으로서, 조준선 정렬을 최후까지 유지함으로써 사수의 움직임이 탄도에 미치는 영향을 최소화한다는, 추적과 같은 의미가 있는 한편, 사수 스스로의 행위를 점검해봄으로서 다음 발 사격에 대비한다는 의미도 있다.

## 같이 보기
- 국제식 사격
- 사격 경기